# Katholisch-apostolische Kapelle (Hannover)

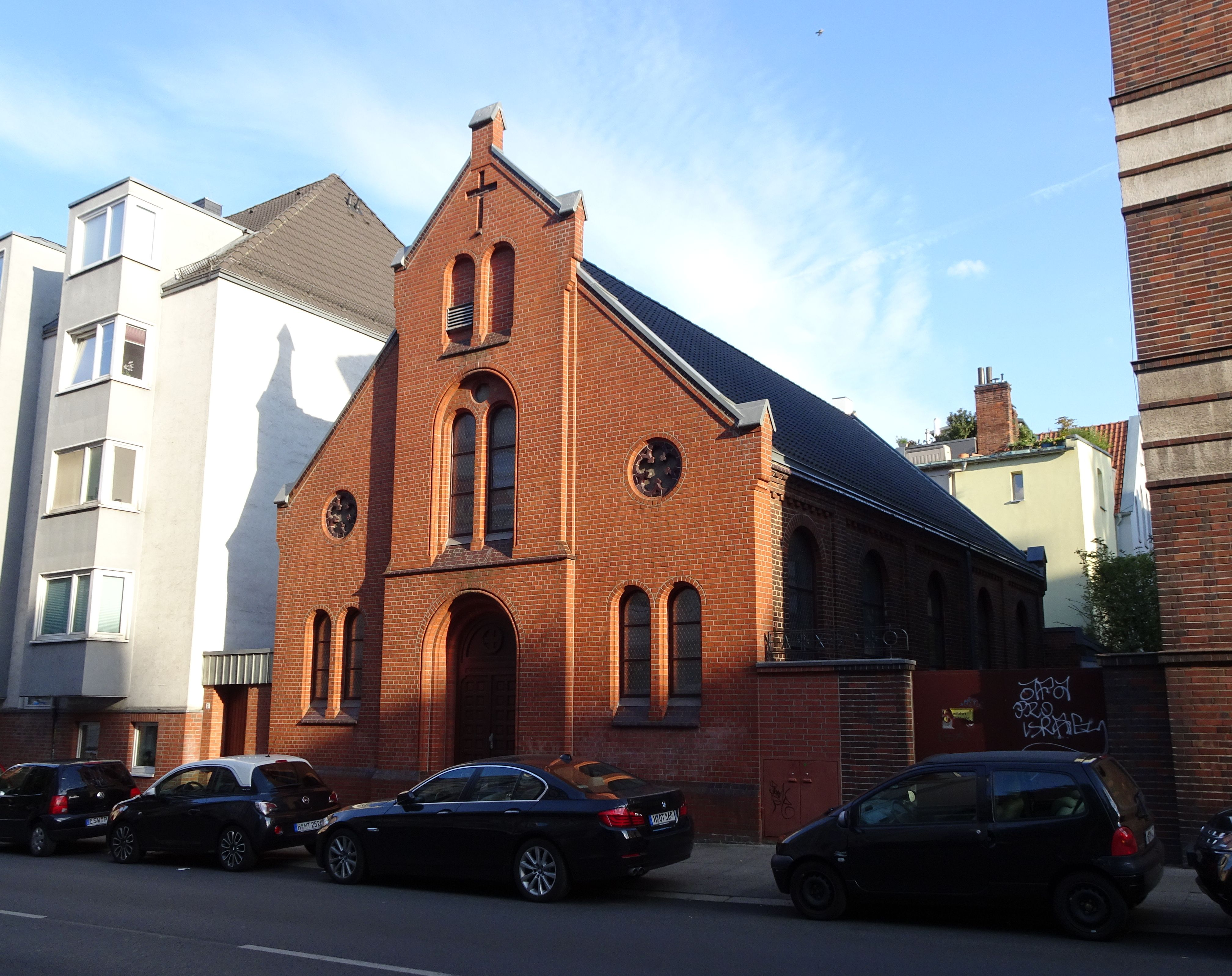
Katholisch-apostolische Kapelle, Badenstedter Straße 3

Die Katholisch-apostolische Kapelle in Hannover ist ein im 19. Jahrhundert errichteter Sakralbau der katholisch-apostolischen Gemeinde der niedersächsischen Landeshauptstadt. Standort des denkmalgeschützten Gebäudes ist die Badenstedter Straße 3 im hannoverschen Stadtteil Linden-Mitte.

## Geschichte
Nachdem im Zuge der Industrialisierung im 19. Jahrhundert Linden, das ehemals „größte Dorf des Fürstentums Calenberg“ und später „größte Dorf Preußens“ zur Industriestadt angewachsen war und 1885 Stadtrechte erhalten hatte, wurde im Umfeld des nur kurz zuvor angelegten Lindener Marktplatzes und „vermutlich 1897“ am Beginn der Badenstedter Straße die Kapelle für die Katholisch-Apostolische Gemeinde des Ortes errichtet als eines der ältesten dort heute erhaltenen Bauwerke.
Die aus Backsteinen im Stil der Neugotik errichtete Kapelle vornehmlich aus roten Ziegelsteinen wurde in der Fluchtlinie der Straße in Nord-Süd-Richtung ausgerichtet. Dem kleinen Saalbau ist ein polygonaler Chor angefügt.